# Aka-e

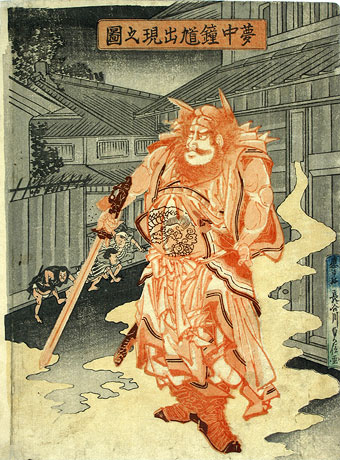
Muchû Shôki shutsugen no zu, uma aka-e chûban por Sadanobu Hasegawa I, c. 1840.

Aka-e imagens vermelhas (赤絵) é uma vertente da arte ukiyo-e produzida completamente ou de forma dominante na cor vermelha. Era dito que trabalhos aka-e serviam de talismãs contra a varíola, especialmente quando retratavam Zhong Kui, um dominador de demônios popular nas lendas da China. No Japão, qualquer tipo de xilogravura que tenha significante porção ou seja feita inteiramente em vermelho é considerada aka-e.